# Dębki (Konary)
Dębki – przysiółek wsi Konary w Polsce położony w województwie dolnośląskim, w powiecie średzkim, w gminie Udanin.